# Helmsdorf (Zwickau)
Helmsdorf war ein Dorf im damaligen Kreis Zwickau-Land, Bezirk Karl-Marx-Stadt in Sachsen. Im Jahr 1958 wurde der Ort zwangsausgesiedelt und anschließend fast vollständig abgerissen (devastiert). Danach errichtete die Wismut ein Becken für Rückstande aus der  Uranproduktion. Aus diesem entstanden die industrielle Absetzanlagen (IAA) Helmsdorf und Dänkritz.
Die Flur von Helmsdorf gehört heute zum Stadtteil Oberrothenbach im Nordwesten der Stadt Zwickau im Landkreis Zwickau (Freistaat Sachsen).

## Lage
Helmsdorf lag nordwestlich von Zwickau, zwischen den heute zu Zwickau gehörigen Orten Hartmannsdorf im Westen und Oberrothenbach im Osten. Die devastierte Ortslage befindet sich heute im Bereich der Industriellen Absetzanlage Helmsdorf, welche nach 1990 saniert wurde.

## Geschichte

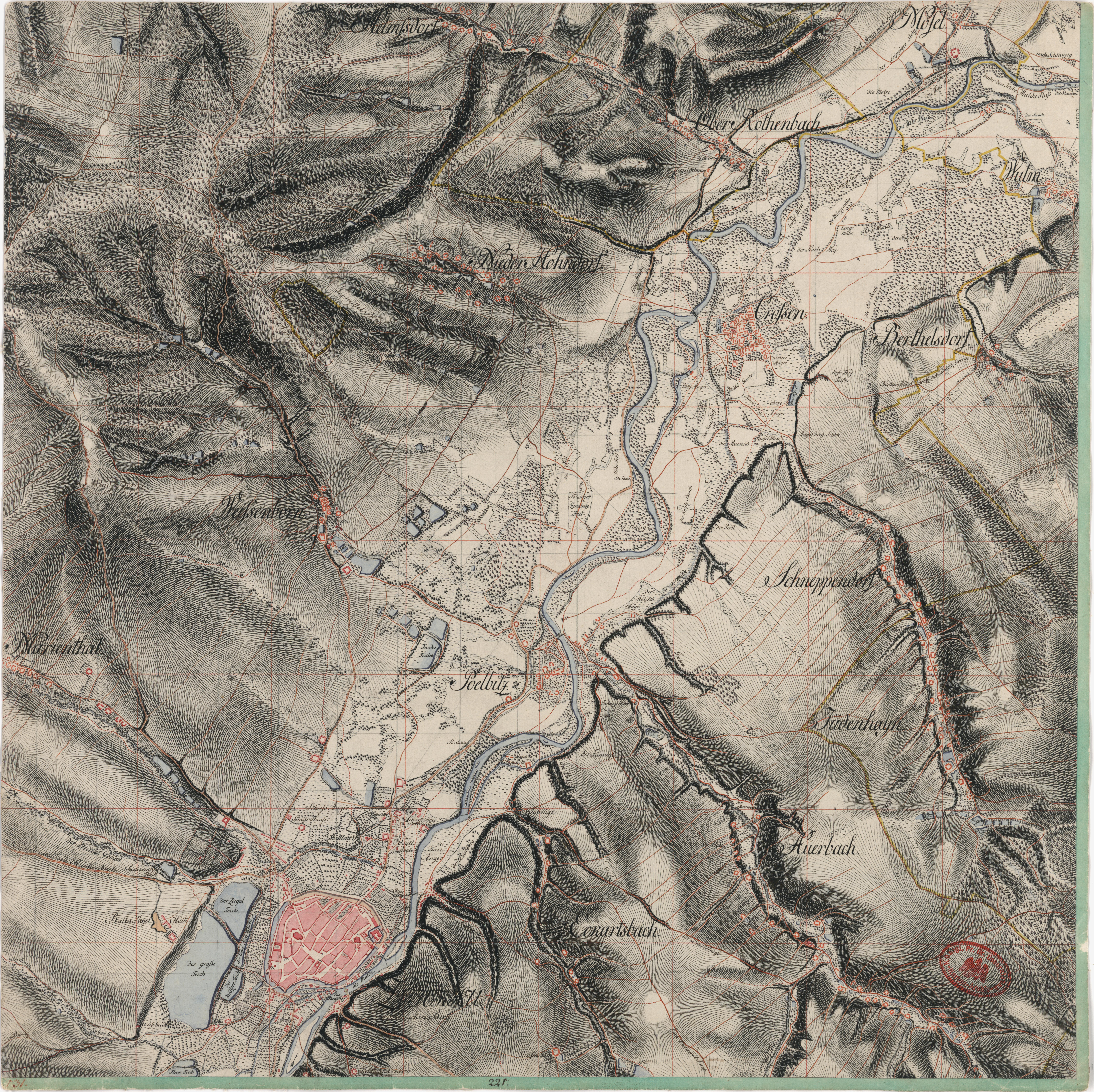
Meilenblatt B 131 Zwickau mit Helmsdorf (oberer Blattrand)

Helmsdorf wurde im Jahr 1421 als „Helwigistorff“ erwähnt. Der Ort gehörte im Gegensatz zum schönburgischen Nachbarort Oberrothenbach bis 1856 zum kursächsischen bzw. königlich-sächsischen Amt Zwickau. Die Grundherrschaft über den Ort war zwischen den Rittergütern Mittelmosel und Niedermosel geteilt. Kirchlich war Helmsdorf ebenfalls nach Mosel gepfarrt. Im Jahr 1856 kam Helmsdorf zum Gerichtsamt Zwickau und 1875 zur Amtshauptmannschaft Zwickau. Um 1925 hatte Helmsdorf noch 155 Einwohner.
Am 1. April 1938 wurde Helmsdorf in den östlichen Nachbarort Oberrothenbach eingemeindet. 1952 wurde Helmsdorf als Ortsteil von Oberrothenbach dem Kreis Zwickau-Land im Bezirk Chemnitz (1953 in Bezirk Karl-Marx-Stadt umbenannt) zugeordnet.

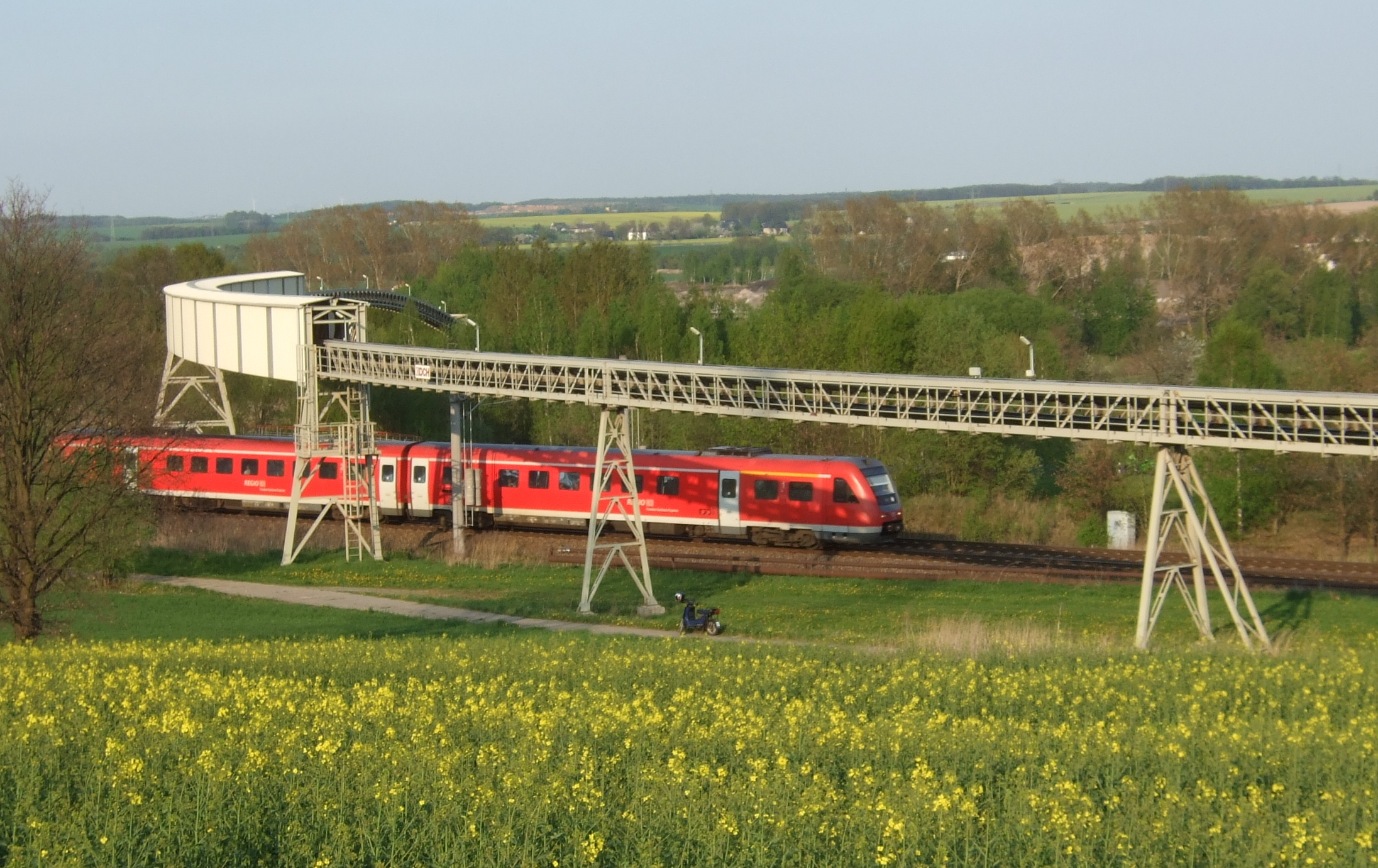
Pipe Conveyor der WISMUT GmbH, welcher radioaktive Materialien von Crossen (bei Zwickau) zur Absetzanlage Helmsdorf transportiert

Ab Ende der 1940er Jahre wurden im östlich gelegenen Nachbarort Crossen durch die SAG Wismut in einem ansässigen Großbetrieb Uranerze für die UdSSR aufbereitet. Die um 1890 angelegte Kiesgrube von Helmsdorf, die vor 1945 als Kriegsgefangenenlager genutzt wurde, diente der Ablagerung von Uranschlamm aus Crossen. Im Jahr 1956 begann die Tätigkeit der SDAG Wismut in Helmsdorf. Nach der chemischen Aufbereitung der Erze bleiben Schlämme übrig, bestehend aus aufgemahlenen und aufgeschlämmten Reststoffen. Über Rohre floss die radioaktive Masse in ein riesiges Absetzbecken am Rande von Oberrothenbach-Helmsdorf. Auf dem Gelände entstand die Industrielle Absetzanlage (IAA) Helmsdorf, in die über einen Schlauchförderer flüssige Prozessabfälle der Erzaufbereitung Crossen gepumpt und abgelagert wurden. In Crossen wurden von 1951 bis 1989 aus 74,7 Millionen Tonnen Erz etwa 77.000 Tonnen Uran produziert, das als Kriegsreparation in die Sowjetunion geliefert wurde.
Einen radioaktiven Unfall erlebten am Freitag, dem 7. April 1961 ab 18.30 Uhr die Einwohner von Helmsdorf. Da ein für den Wasserrücklauf bestimmtes, in der Industriellen Absetzanlage (IAA) Helmsdorf vertikal verlaufendes Rohr im unteren Teil brach, flossen durch Überdruck an der Außenseite des Dammes rund 700.000 m³ radioaktive Schlammwässer mit 245.000 Tonnen Feststoff durch das Dorf in die Zwickauer Mulde. Von der Gefahr, die von dem künstlichen See mit dem etwa 60 Meter hohen Damm über dem Dorf ausging, wussten die Einwohner nichts. Der Schlamm war hochgradig radioaktiv. Gebäude und Straßen verschwanden unter meterdickem Schlamm. Die Havarie machte Versäumnisse der Leitung der SDAG Wismut offensichtlich. Da der Schaden nicht sofort behoben werden konnte, hielt dieser Zustand mehrere Tage an. Die Bewohner wurden evakuiert, der Schlamm wurde später abgetragen und die meisten Häuser von Helmsdorf abgerissen.
Im Jahr 1989 wurde die Uranaufbereitungsanlage in Crossen stillgelegt und Ende der 1990er-Jahre vollständig abgerissen. Die Sanierung wurde 2018 abgeschlossen. Den Abriss von Helmsdorf überlebten nur wenige Gebäude im Osten des Orts, u. a. die ehemalige Schule. Diese wurden mit Oberrothenbach am 1. Januar 1999 nach Zwickau eingemeindet.